# Physostegania melanorrhoea
Physostegania melanorrhoea là một loài bướm đêm trong họ Geometridae.